# Don't Knock Twice
Don't Knock Twice es una película británica de terror sobrenatural de 2016 dirigida por Caradog W. James.

## Sinopsis
Una madre llena de culpa debe desvelar la terrible verdad que se esconde tras la leyenda urbana de una bruja demoníaca y vengativa.

## Argumento
Jessica "Jess" Webb-Thomas, una escultora estadounidense y ex drogadicta, se reúne con su hija separada Chloe (del matrimonio anterior de Jess y enviada a un hogar de crianza debido a la adicción a las drogas de la primera) y la invita a vivir con ella y su segundo. esposo, Ben Thomas. Chloe declina. Esa noche, sale con su amigo Danny a una casa, donde la leyenda dice que vive una bruja demoníaca del folclore eslavo. Los dos llaman dos veces a la puerta y se van. Danny comienza a experimentar sucesos paranormales y luego es arrastrado por una fuerza invisible. Cuando el espíritu demoníaco asusta a Chloe, ella acepta la oferta de Jess y se muda con ella.
Al principio, Chloe es hostil a su familia. Se desarrollan eventos extraños, comenzando cuando Chloe encuentra un molar humano en su sopa de zanahoria y cilantro. Jess sufre una pesadilla sobre una anciana llorando en su casa. En su pesadilla, la mujer mira a Jess y dice "Przepraszam" (Lo siento en polaco), antes de cortarse la garganta. Jess le cuenta a Chloe sobre su sueño y, al encontrar esta descripción familiar, Chloe le cuenta sobre una supuesta bruja que solía vivir al lado. Después de su muerte por suicidio, comenzaron la leyenda urbana de que vendría a buscarte si llamabas dos veces a su puerta. Mientras esculpe, la modelo de Jess, Tira, se ve perturbada por la presencia de Chloe y se va. Chloe cree que es el Baba Yagá la persigue.
Chloe se calienta lentamente con su madre. Un día, Jess descubre su taller en ruinas con "Ella es mía" garabateado en el suelo. Esa noche, los dos son aterrorizados por la bruja. Al día siguiente, se abre un portal y Chloe casi es arrastrada adentro, pero Jess la salva. Se encuentran con Tira, quien dice que Mary Aminov nunca fue una bruja. Como Chloe ayudó a difundir el falso rumor de la brujería, el espíritu de Mary quiere venganza. Chloe huye presa del pánico, convencida de que las desapariciones fueron su culpa. La encuentran y la devuelven al hogar de acogida. Jess va a recuperarla y tiene una epifanía de que el verdadero culpable de las desapariciones no fue Mary sino el detective Boardman. La bruja se lleva a Chloe.
Jess irrumpe en la casa abandonada de Mary y se lesiona el pie con un clavo viejo. La capturan y la envían a la comisaría, no sin antes llamar dos veces a la puerta. Cuando está sola en su celda de la prisión, la llevan a través del mismo portal. Ella se adentra en una cueva donde encuentra una jaula con Chloe en ella. Jess la saca y Baba Yaga los persigue; mientras tanto, Boardman llega a la casa de la bruja. La pareja puede escapar por la puerta principal, pero Boardman es arrastrado adentro por la bruja.
Ben regresa a casa y se enfrenta a una figura misteriosa en su dormitorio. Jess y Chloe llegan a casa pero encuentran a Ben desaparecido. Se muestra a Tira saliendo de la propiedad cubierta de sangre con el cadáver de Ben en el maletero de su coche. El símbolo "Esclavo de Baba Yaga" se muestra en su pecho. Jess le informa a Chloe que Boardman fue el culpable, pero Chloe revela que mientras estaba en el otro mundo vio a Danny, y que de hecho fue llevado por Mary y alimentado a Baba Yaga y que Boardman era inocente. Es entonces cuando Jess se da cuenta de que Tira mintió y la engañó para que ofreciera la vida de Boardman a Baba Yaga para transferir el demonio a Jess.
Jess se sorprende por una repentina sensación de ardor en su collar y se da cuenta de que ahora tiene la marca de Baba Yaga. La habitación se oscurece y hay dos golpes en la puerta. Cuando se abre, la figura de Baba Yaga extendiéndose hacia ellos es lo último que se ve antes de que termine la película.

## Reparto
- Katee Sackhoff como Jessica "Jess" Webb-Thomas*
- Lucy Boynton como Chloe Webb*
- Javier Botet como Ginger Special
- Nick Moran como detective Boardman
- Jordan Bolger como Danny
- Pooneh Hajimohammadi como Tira
- Richard Mylan como Ben Thomas*
- Ania Marson como la joven Mary Amino

Nota: Sus apellidos se revelan en la adaptación del videojuego.

## Recepción
Don't Knock Twice recibió críticas mixtas a negativas. El agregador de reseñas Rotten Tomatoes otorgó una calificación de aprobación del 28% con un promedio ponderado de 5.2/10. Noel Murray del Los Angeles Times calificó la película como "una mezcla de Candyman, Oculus, Insidious y media docena de otros programas de terror". Simon Abrams de rogerebert.com señaló cómo "los creadores de Don't Knock Twice nunca desarrollaron con éxito a sus personajes como personas, dejando que los espectadores pongan los ojos en blanco cada vez que los personajes abren la puerta equivocada".

## Videojuego
Un videojuego de survival horror en primera persona desarrollado y publicado por Wales Interactive, Don't Knock Twice ha sido adaptada de la película con el mismo título, compartiendo una historia vagamente similar a la película. El juego se lanzó en todo el mundo para las plataformas de realidad virtual PlayStation VR, HTC Vive y Oculus Rift, así como las versiones para Xbox One, PlayStation 4 y Microsoft Windows el 5 de septiembre de 2017, y se lanzó otra versión para Nintendo Switch el 17 de octubre de 2017.